# Uhlířské Janovice (stacja kolejowa)
Uhlířské Janovice – stacja kolejowa w miejscowości Uhlířské Janovice, w kraju środkowoczeskim, w Czechach. Znajduje się na wysokości 425 m n.p.m.
Jest zarządzana przez Správę železnic. Na stacji istnieje możliwość zakupu biletów i rezerwacji miejsc.

## Linie kolejowe
- 014 Kolín - Ledečko